# Sebastián Ubilla
Sebastián Andrés Ubilla Cambón (* 9. August 1990 in Quilpué) ist ein chilenischer Fußballspieler. Der Stürmer bestritt drei Länderspiele und wurde zwei Mal chilenischer Meister.

## Karriere

### Verein
Sebastián Ubilla, auch Conejo genannt, kam im Alter von 13 Jahren in die Jugend der Santiago Wanderers, nachdem er bei seinem Heimatklub Pedro Montt de Quilpué entdeckt worden war. 2007 war er ein Jahr in der Jugend von CSD Colo-Colo, spielte aber kaum. 2008 kam er nach Valparaíso zurück und schaffte den Sprung ins Profiteam. Dort spielte er in der Primera B und wurde häufig für Roberto Luco in der zweiten Spielhälfte eingewechselt oder stand in der Anfangself, wenn dieser nicht spielen konnte. Ubilla verletzt sich während der Clausura 2008 und fiel bis Anfang 2009 aus. Danach schaffte den Aufstieg mit dem Klub in die Primera División und wurde in der Apertura 2012 gemeinsam mit dem Argentinier Enzo Gutiérrez vom CD O’Higgins und dem Landsmann Emanuel Herrera von Unión Española mit je 11 Treffern Torschützenkönig. Im Juni 2012 gab der Universidad de Chile ein Angebot für Ubilla ab, das die Wanderers akzeptierten. Bei Universidad de Chile gewann er zwei Mal die Copa Chile und zwei Meisterschaften, obwohl er immer wieder mit Verletzungen zu kämpfen hatte. 2018 nahm Ubilla das Angebot des saudischen Klubs al-Shabab an und unterschrieb für eineinhalb Jahre, kehrte aber bereits nach einem halben Jahr zu La U zurück. In der Saison 2019 stand der Verein im Tabellenkeller, die Abstiegsregelung wurde aufgrund des Saisonabbruchs bedingt durch die politischen Proteste im Land ausgesetzt. Anfang Januar 2020 kehrte Ubilla zu den Wanderers, bei denen er im Profifußball debütiert hatte, zurück. 2022 wechselte er zum CD O’Higgins und im Jahr darauf zu Zweitligist Deportes Antofagasta. Im Juli 2025 unterschrieb er bei Drittligist Concón National.

### Nationalmannschaft
Ubilla bestritt sein erstes Spiel für Chile im Dezember 2011 beim Freundschaftsspiel gegen Paraguay, als er in der 87. Spielminute für Junior Fernándes eingewechselt wurde. Im Januar 2013 stand Ubilla bei zwei weiteren Freundschaftsspielen in der Startelf.

## Erfolge
Universidad de Chile
- Chilenischer Meister: 2014/15-A, 2016/17-C
- Chilenischer Pokalsieger: 2012/13, 2015
- Chilenischer Supercup-Sieger: 2015

## Auszeichnungen
- Torschützenkönig der chilenischen Primera División: 2012-A